# Red Storm de Saint John
Le Red Storm de Saint John (en anglais : St. John's Red Storm) est un club omnisports universitaire situé dans la ville de New York. Les équipes féminines et masculines représentant de l'université de Saint John et participent aux compétitions universitaires organisées par la National Collegiate Athletic Association au sein de la conférence Big East Conference.

## Palmarès
- Final Four de la March Madness (basket-ball masculin) : 1952 et 1985
- Champion de la Big East Conference (basket-ball masculin) : 1983, 1986, 2000 et 2025
- Champion de la National Invitation Tournament (basket-ball masculin) : 1943, 1944, 1959, 1965, 1989 et 2003[1]